# Forças Comandos Afegãs
As Forças Comandos Afegãs (persa : نیروهای کماندوی افغانستان, pachto : افغان کمانډو لړۍ) foram a antiga força combinada comando, paraquedista e força especial do Exército Afegão, composto por numerosas brigadas, regimentos e batalhões inicialmente estabelecida pelo rei Mohammad. Zahir Shah em 1964 e dissolvida em 1992 pelo presidente Mohammad Najibullah, após o colapso da República Democrática do Afeganistão e os acontecimentos da Guerra Civil Afegã, perdurando até a ascensão do Talibã ao poder em 1996.  

## Comandos sob o Reino do Afeganistão
A história das unidades especiais nas Forças Armadas Afegãs remonta ao início de 1964, quando o 242º Batalhão de Paraquedistas foi estabelecido como a primeira formação de elite do Exército Real Afegão, que era um batalhão independente, subordinado ao Estado-Maior. Sardar Abdul Wali, comandante-em-chefe do 1º Corpo do Exército Central, criou o batalhão para reprimir manifestações e motins na capital Cabul e para evitar potenciais tentativas de golpe.   O comando do batalhão foi passado ao Capitão Habibullah, que concluíra recentemente o Curso Avançado de Oficiais de Infantaria e o treinamento aerotransportado em Fort Benning, nos Estados Unidos.  O 242º Batalhão de Paraquedistas estava estacionado no Forte Sherpur, noroeste de Cabul, onde conduziu treinamento aerotransportado em Bagram e Jalalabad. 
Durante o verão de 1967, o 444º Batalhão de Comandos foi formado por Sardar Abdul Wali, tornando-se a segunda formação de elite do Exército Real Afegão e a unidade comando mais importante na história militar do Afeganistão. O 444º Batalhão de Comandos foi comandado pelo Tenente-Coronel Aqel Shah, que mais tarde o passou para o Major Rahmatullah Safi, que recebeu treinamento na Real Academia Militar de Sandhurst britânica e na Escola Superior de Comando Aerotransportado de Ryazan soviética.    Naquela época, o batalhão contava com cerca de 1.600 comandos. O batalhão estava estacionado na fortaleza de Bala Hissar, nos arredores ao sul de Cabul, sendo qualificado para operações aerotransportadas e sob o controle do 1º Corpo do Exército Central.

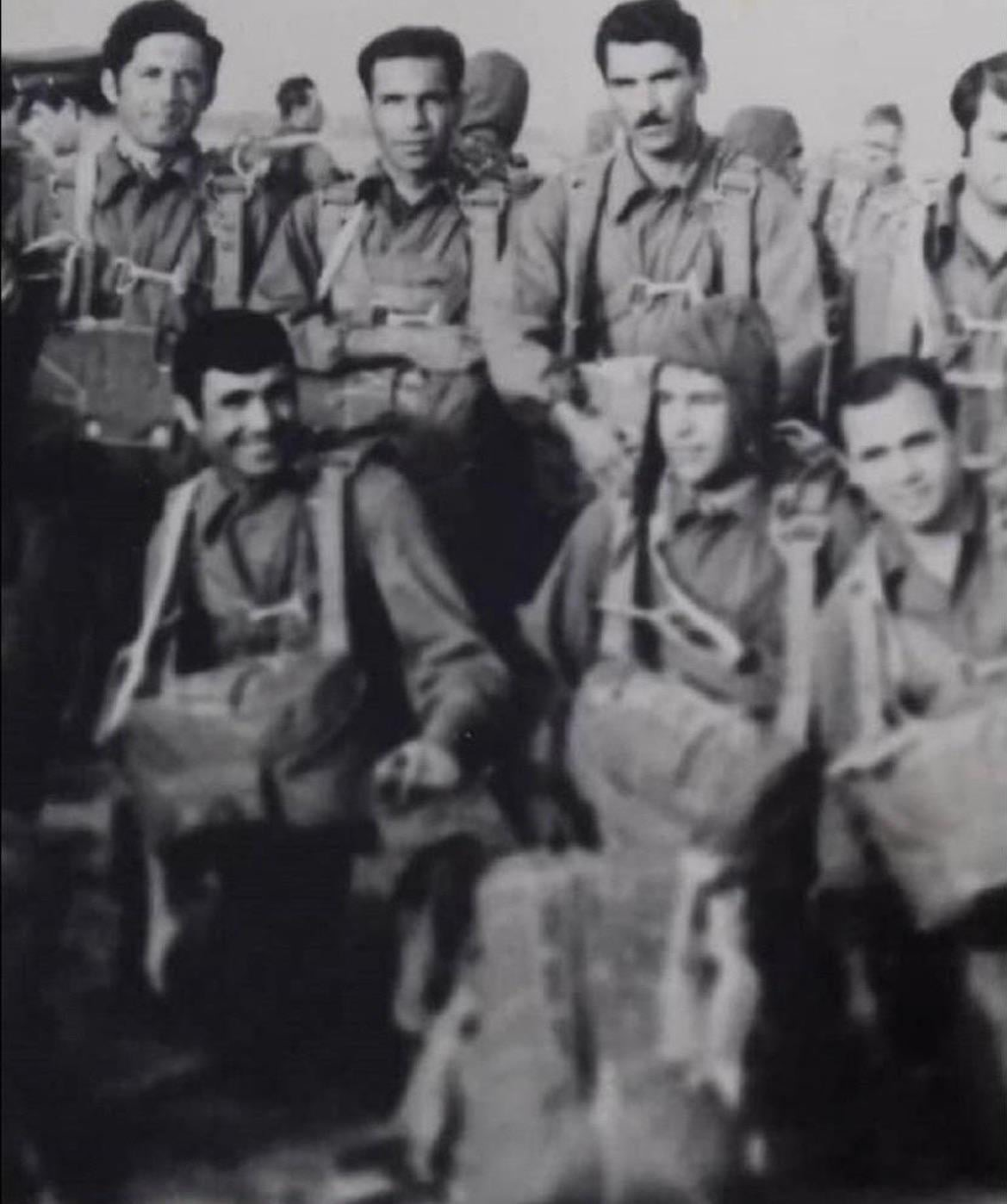
Gul Agha, Faiz Mohammad, Hedayatullah Aziz e Hashem Zadran antes de saltar de paraquedas em 1967.

Para acomodar adequadamente as novas formações de comandos, eles tiveram acesso a veículos de transporte de pessoal BTR-40, tanques e outros equipamentos militares.  Eimal Peroz, filho do General Khushal Peroz (que estava no 444º Batalhão de Comandos), também declarou que eles foram a primeira unidade do Exército Real Afegão a usar o fuzil AK-47.  A base de oficiais do primeiro batalhão de comandos e paraquedistas era composta principalmente pela aristocracia afegã e por pessoas próximas ao Sardar Abdul Wali, que temiam uma potencial tentativa de golpe da parte de Mohammad Daoud Khan. 
Em 1968, o “Curso J”, um curso avançado de pós-graduação de comandos paraquedistas, foi estabelecido dentro do 444º Batalhão de Comandos na Fortaleza de Bala Hissar. Hidayatullah Aziz, que mais tarde se tornaria o comandante do batalhão, se voluntariou aos 25 anos. Após um exame feito pelo Sardar Abdul Wali, o fundador da Força de Comandos Afegã, ele se tornou um dos muitos participantes vindos da base de oficiais e suboficiais do Exército Real Afegão.
Por fim, três graduados do “Curso J” se tornariam comandantes adjuntos do 444º de Comandos: Gul Agha, Hidayatullah Aziz e Abdullah Baqi. Durante esse período, o Partido Democrático Popular do Afeganistão lançou uma campanha de recrutamento bem-sucedida voltada para os participantes do “Curso J” (e para as Forças Armadas Afegãs em geral), com todos os três comandantes adjuntos sendo membros do partido. No curso de comandos, as discussões sobre “libertação” e filosofias políticas como o progressismo foram facilitadas pelo vice-comandante Gul Agha em segredo, já que muitos dos comandos do curso já faziam parte do PDPA.  
Sob a monarquia do Rei Mohammad Zahir Shah, o 444º Batalhão de Comandos e o 242º Batalhão de Paraquedistas foram enviados à União Soviética para passar por treinamento avançado, mais especialmente, na Escola Superior de Comando Aerotransportado de Ryazan. Isso incluiu os três vice-comandantes do 444º de Comandos e dois não-membros do PDPA, Noor Mohammad e Amir Mohammad. Do 242º Batalhão de Paraquedistas, o paraquedista Saboor Khuzman e alguns outros oficiais também foram enviados para Ryazan. Os membros do partido PDPA dentro da força de comandos distribuíram discretamente revistas progressistas como Dunya e Paykar, além de terem mantido contato com o Partido Tudeh do Irã. 
Soldados da Força de Comandos Afegã que foram enviados para a União Soviética finalmente retornaram, após terem concluído com sucesso o treinamento com as Forças Aerotransportadas Soviéticas e recebido diplomas. Isso incluía Gul Agha, Hidayatullah Aziz e Faiz Mohammed, que se tornou o Chefe de Operações do 444º Batalhão de Comandos.  

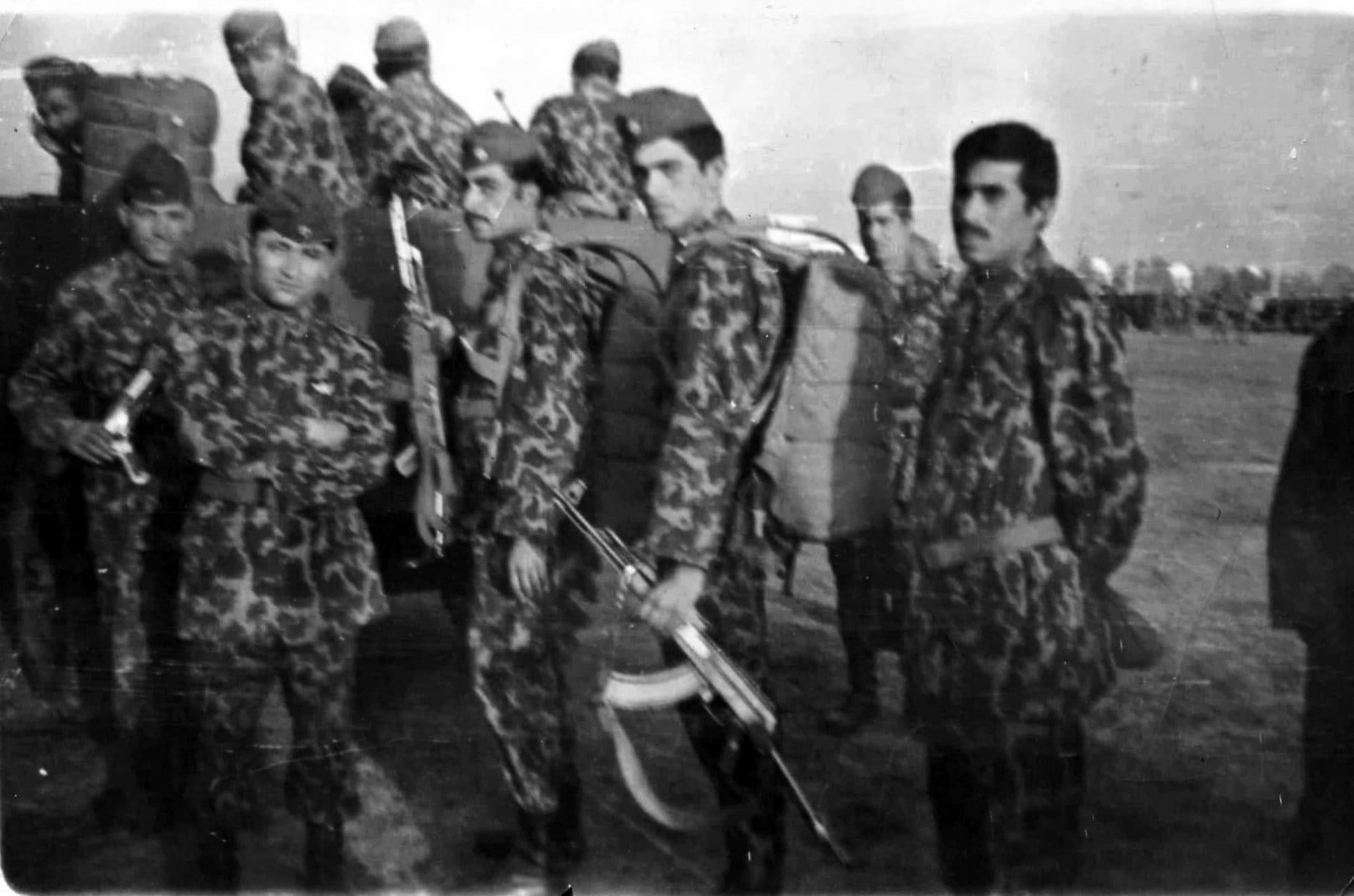
O General Khushal Peroz ao lado de comandos afegãos do 444º Batalhão de Comandos no Parque Chaman-e-Hozori, em 1967.

### Especificações dos uniformes
Sob o reinado de Mohammed Zahir Shah, mais especificamente em 1964, o 242º Batalhão de Paraquedistas usava macacões verde-oliva produzidos localmente, inspirados nos usados pelas Forças Aerotransportadas Soviéticas, bem como asas de metal com forro de tecido preto. Eles também usavam um distintivo de manga preta representando um boné de prata com raios vermelhos e de trigo em cada lado. Em 1967, o 444º Batalhão de Comandos usava o uniforme cáqui padrão do Exército Afegão, bem como um distinto remendo azul com um relâmpago vermelho singular e asas de salto com um forro de tecido azul-claro. Os comandos afegãos usavam pilotkas de estilo soviético, adornadas com um pequeno alfinete de metal com a insígnia do Exército Real Afegão ou uma variante militar do emblema nacional do Afeganistão.  Os comandos se tornaram a primeira unidade do Exército Afegão a usar uniformes de duas peças com camuflagem Pele de Sapo em 1969, inicialmente importados da União Soviética. Em 1970, os paraquedistas também recorreram à camuflagem Pele de Sapo. Boinas bordôs também se tornam parte do cocar do comando, puxadas para a direita.  

### Operações sob o Reino do Afeganistão

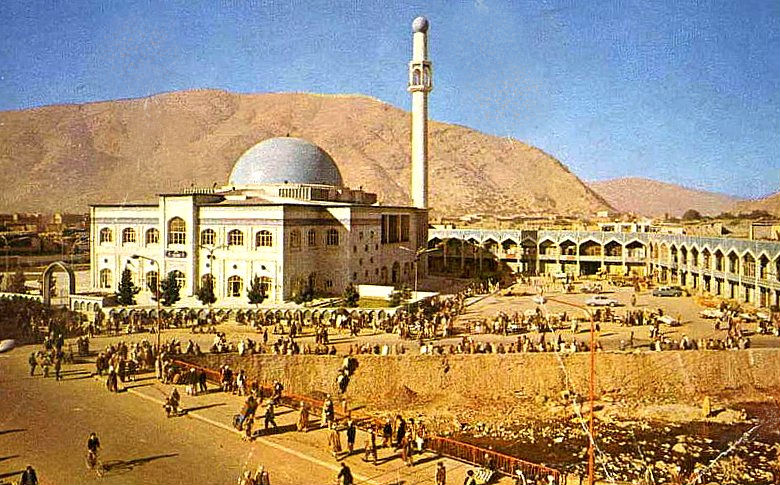
Cartão-postal da mesquita Pul-e Khishti na década de 1960.

Em 24 de maio de 1970, ocorreu a primeira operação de comandos documentada, envolvendo a supressão de protestos antigovernamentais pelo clero islâmico.   Inicialmente, o governo afegão encorajou os ulemás a protestar contra o comunismo, com cerca de 1.500 a 3.000 mulás das regiões oriental e meridional do Afeganistão a viajarem até à Mesquita Pul-e Khishti de Cabul para protestar contra: 
- As atividades do PDPA e a publicação do jornal “Parcham” que celebrou o centenário do nascimento de Vladimir Lenin.
- Filmes "anti-religiosos" exibidos na televisão sobre o profeta Yusuf
- Exibições de caricaturas do profeta Maomé e seu número de casamentos sendo citados por veículos de imprensa estrangeiros e pelo jornal esquerdista afegão "Esalat" (que ainda existe).

No entanto, estes protestos facilitados transformaram-se numa manifestação anti-governamental, uma vez que o clero islâmico criticou o governo por não tomar medidas contra o Partido Democrático Popular do Afeganistão e outras organizações de esquerda, acusando-os também de "sujeitar o Afeganistão à influência ocidental" e de "minar os valores islâmicos" do país. 
Sardar Abdul Wali ordenou que unidades do Exército Real Afegão, como o 717º Regimento Disciplinar Civil (que era responsável pela disciplina interna e aplicação de padrões militares dentro do 1º Corpo Central), removessem os manifestantes à força e usassem ônibus para removê-los de Cabul, de volta para suas casas. O 717º chegou à Mesquita Pul-e Khishti às 2:00 da manhã, com o 444º Batalhão de Comandos chegando com tanques e veículos blindados, liderados pelo Coronel Rahmatullah Safi. Os manifestantes dormiram do lado de fora da mesquita e dentro do seu pátio como uma forma de protesto pacífico, enquanto os soldados tentavam acordá-los e fazê-los deixar a área. Como os manifestantes não saíram da mesquita, os soldados usaram cuidadosamente suas coronhas para dispersar a multidão, enquanto os mulás relutantemente se moviam em direção à Estrada Maiwand, onde os ônibus suplementares estavam estacionados para remover os manifestantes da capital. Os manifestantes entraram relutantemente nos autocarros, gritando "Morte a Abdul Wali" e "Allahu Akbar".  

## Comandos sob a República do Afeganistão
Como o 444º Batalhão de Comandos ocupava uma posição estratégica em Cabul, o Primeiro-Ministro Mohammad Daoud Khan voltou sua atenção para a unidade para obter seu apoio na operação que mais tarde seria o golpe de estado afegão de 1973.    Como chefe de operações do batalhão, Faiz Mohammad foi escolhido por Daoud para liderar o golpe, pois ele começou a angariar apoio de oficiais e suboficiais para a operação. Ele então encarregou Hidayutallah Aziz, agora major, de capturar o Palácio Real de Arg e Hashem Zadran de proteger a área. Também era bem conhecido entre o 455º Batalhão de Comandos que Zadran era contra o tribalismo e o etnocentrismo. 
Entre 1972 e 1973, o 455º Batalhão de Comandos foi formado na fortaleza de Bala Hissar como a terceira formação de elite do Exército Real Afegão.  Antes que o batalhão pudesse atingir a força máxima, Daoud Khan conseguiu depor Zahir Shah e a monarquia afegã durante o golpe de estado afegão de 1973, em 17 de julho.   Oficiais subalternos de esquerda do 242º Batalhão de Paraquedistas ofereceram seu apoio aos elementos republicanos que participaram do golpe, com o 444º Batalhão de Comandos fortemente envolvido. Após o golpe, o Capitão Hashem Wardak foi promovido ao posto de major e recebeu o comando do 242º Para. 

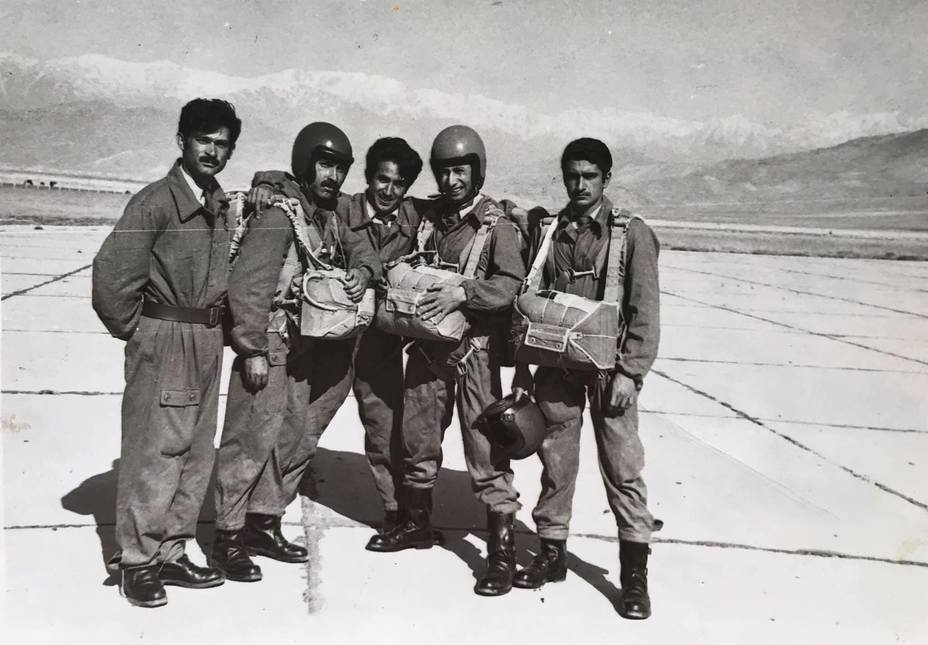
Shahnawaz Tanai e outros paraquedistas do 444º Batalhão de Comandos durante treinamento de paraquedismo, 1973.

Depois de ser brevemente usado como guardas do Palácio Presidencial de Arg, o 444º Batalhão de Comandos foi transferido de Cabul para Jalalabad, deixando o 455º Batalhão de Comandos como a única formação na fortaleza de Bala Hissar, sob o comando do Maj. Hashem Zadran. Entre 1975 e 1977, sob a presidência de Mohammed Daoud Khan, mais três formações de comandos foram estabelecidas: o 466º Batalhão de Comandos, do 2º Corpo do Exército (Kandahar), o 666º Batalhão de Comandos, do 3º Corpo do Exército (Khost e Nadir Shah Kot) e um suposto 777º Batalhão de Comandos estacionado em Gardez, também sob o controle do 3º Corpo do Exército.   

### Especificações dos uniformes
Em 1974, os comandos afegãos receberam a camuflagem italiana M1929 Telo mimetico, produzida localmente a partir de tecido impresso no Afeganistão.    Em meados da década de 1970, os comandos receberam adicionalmente uma camuflagem única laranja-esverdeada "splinter" fabricada no Afeganistão. 

### Operações sob a República do Afeganistão
Em 17 de julho de 1973, o 444º Batalhão de Comandos se tornaria a principal força de ataque dos elementos republicanos durante o golpe de estado afegão de 1973. A operação começou quando os comandos e outros participantes do golpe, vindos de unidades do Exército afegão, se armaram e prepararam suas armas. À 1h30, os comandos iniciaram a sua operação sob as ordens de Mohammad Daoud Khan, utilizando veículos GAZ-66 que estavam disponíveis exclusivamente para eles.  
Sob a liderança do Capitão Faiz Mohammed, Chefe de Operações do 444º Batalhão de Comandos, os comandos tomaram o Aeroporto Internacional de Cabul  e o Palácio Real de Arg à meia-noite, desarmando a Guarda Real Afegã e tomando posições em torno dos postos de guarda, entradas e saídas do palácio. O palácio foi tomado pelo Major Hidayatullah Aziz sem uma única baixa, ou tiro disparado, tanto pelos guardas do palácio quanto pelos comandos.  
Os comandos coordenaram então as detenções de membros da família real, como o príncipe-herdeiro Ahmad Shah e o Tenente-General Abdul Wali Khan.   Após a captura do edifício Arg, do Ministério das Relações Exteriores, do gabinete do Registrador-Chefe e o desarmamento do gendarme real, Faiz Mohammed e suas forças dirigiram-se à residência de Daoud Khan e informaram-no do sucesso da operação. Como resultado de Faiz liderar parte do batalhão em apoio a Daoud, ele foi promovido ao posto de major e recebeu o comando do batalhão, expurgando-o de elementos monarquistas. Como recompensa adicional, Faiz Mohammed tornou-se Ministro do Interior e o comando do 444º Batalhão de Comandos foi dado ao Major Hidayatullah Aziz, que coordenou a tomada do palácio.  
Em 1974, soldados do 444º Batalhão de Comandos foram enviados para a cidade de Jalalabad devido a escaramuças ao longo da fronteira Afeganistão-Paquistão, também conhecida como Linha Durand.  Um ano depois, em 1975, o 444º de Comandos seria enviado ao Vale de Panjshir para reprimir uma revolta iniciada por Ahmad Shah Massoud (então com 22 anos) e Gulbuddin Hekmetyar, sendo os dois rebeldes auxiliados pelo SAVAK iraniano e pela Inteligência Inter-Serviços paquistanesa.   Embora a revolta do Vale do Panjshir em 1975 tenha obtido sucesso inicial, com uma guarnição militar sendo tomada pelos rebeldes no Distrito de Rokha, o 444º Batalhão de Comandos (em assistência à Força Aérea Afegã) enfrentou com sucesso os militantes armados, resultando em uma vitória completa para o governo afegão. Isso resultou na fuga de Massoud e Hekmetyar para o Paquistão e na repressão de qualquer forma de rebelião em Panjshir.   No mesmo ano, o 444º Batalhão de Comandos foi enviado a província de Laghman para reprimir a revolta de 1975, liderada por islâmicos armados, que tinham como alvo a sede do governo. Os rebeldes foram derrotados, sendo presos à chegada, tal como o comandante do Jamiat-e Islami, o Mawlawi Habib Rahman.  

## Comandos sob a República Democrática do Afeganistão
Em 27 de abril de 1978, unidades das forças armadas leais ao Partido Democrático Popular do Afeganistão depuseram o presidente Daoud Khan, derrubaram o governo republicano e estabeleceram a República Democrática do Afeganistão, durante a Revolução de Saur.  

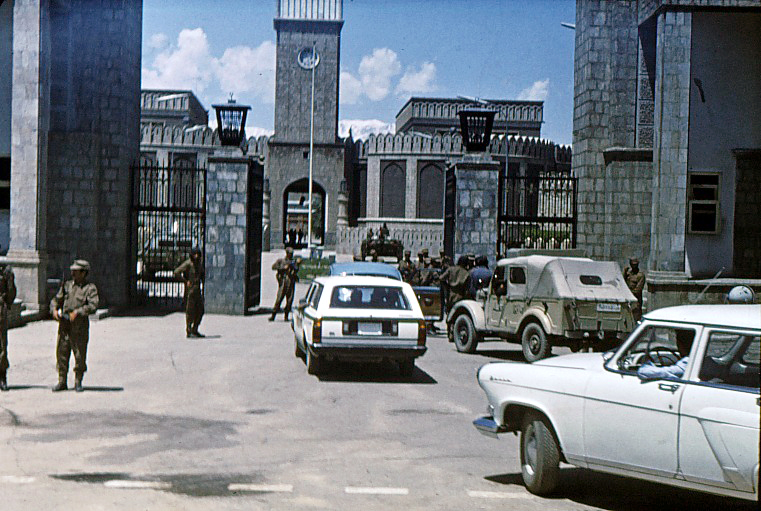
O dia depois da Revolução de Saur em Cabul, em 1978.

Os batalhões de comandos acabariam se tornando vítimas de conflitos internos, já que o 444º, o 455º Batalhões de Comandos e o 242º Batalhão de Paraquedistas lutaram entre si.   Os comunistas do 242º Para neutralizaram o batalhão para garantir que os soldados não interviessem em nome do presidente Daoud Khan, enquanto isso, o quartel de Bala Hissar foi incendiado pelos rebeldes afiliados ao PDPA para distrair e imobilizar o 455º Batalhão de Comandos. 
Durante as horas finais do golpe, o Tenente Imauddin, um oficial do 444º Batalhão de Comandos, e Gul Aqa, chefe da Brigada da Guarda Republicana, ordenaram que Daoud Khan se rendesse. Daoud Khan recusou e, como resultado, Imauddin atirou nele, embora Imauddin tivesse sido ferido por uma bala disparada por Daoud.  Dois oficiais comandos, Babrak Khan e Ibrahim, que participaram do assassinato de Daoud Khan e sua família, foram entrevistados pela mídia soviética em 1980. A diáspora afegã alega que Imauddin agora reside em Sacramento, na Califórnia. Além disso, o Tenente-General Shahnawaz Tanai também participaria do golpe, sendo fotografado do lado de fora dos portões do Palácio Presidencial de Arg com uma Heckler & Koch MP5.  Tanai assumiu o comando do 444º Batalhão de Comandos na madrugada do dia 28 de abril.  
Imediatamente após o golpe, o 455º de Comandos e o 242º Para foram combinados no 26º Regimento Aerotransportado, estacionado na fortaleza de Bala Hissar.  Houve uma reorganização e redesignação das formações de comandos, mantendo ainda sua designação numérica. Por exemplo, o 444º Batalhão de Comandos era agora o 444º Regimento de Comandos.  Como resultado das desastrosas reformas sociais, reformas agrárias, expurgos políticos e opressão da população afegã pelo Khalq;   revoltas do clero islâmico, civis regulares, maoístas e parchamitas começaram em províncias como Nuristão e Khost, com as quais os comandos teriam que lidar, bem como envolver-se em combates limitados contra as crescentes facções Mujahideen. 

### Massacre de Kerala (1979)
Em 20 de abril de 1979, o 444º Regimento de Comandos e a 11ª Divisão do Exército Afegão cometeram o massacre de Kerala, matando indiscriminadamente 1.000 civis, incluindo mulheres, crianças, idosos e deficientes.   O Major Saddiq Alamyar, comandante do 444º de Comandos durante o massacre, foi preso pela administração Karmal.   Ele ficou preso por uma década antes do colapso do governo em 1992, quando ele fugiu do Afeganistão e buscou refúgio na Holanda. Ele foi detido em outubro de 2015, aos 64 anos, embora o caso contra ele tenha sido arquivado pelo Ministério Público holandês devido à falta de provas. Alamyar ainda reside em Roterdã. 

### Revolta de Bala Hissar
Em meados de 1979, a dissidência anticomunista também começou a surgir dentro das Forças Armadas Afegãs, sendo evidente através da deserção da 17ª Divisão durante a revolta de Herat em 1979.    O 26º Regimento Aerotransportado provou ser politicamente pouco confiável, pois em 15 de agosto de 1979, o 26º Regimento Aerotransportado e elementos do 444º Regimento de Comandos se juntaram à revolta de Bala Hissar liderada pelos maoístas.     Os amotinados dos comandos entraram em confronto com as forças pró-governamentais dentro do 26º Regimento Aerotransportado e do 32º Regimento de Infantaria Motorizada dentro da fortaleza.  Os amotinados foram recebidos com bombardeios aéreos implacáveis por aeronaves MiG do governo Khalq, helicópteros de ataque Mi-24 (dados pela URSS após a revolta de Herat de 1979), tanques, oficiais de inteligência da AGSA e forças paramilitares sob o Ministério do Interior.  A batalha durou cinco horas, tendo a revolta sido esmagada e deixado 400 mortos.  Dezenas de quadros maoístas e comandos amotinados foram presos e executados na prisão de Pul-e Charkhi, como Mohammed Daoud e Mohammed Mohsin.    Após a revolta, os 444.º, 455.º e 466.º Regimentos de Comandos foram novamente convertidos em batalhões, com o 444º de Comandos a ser transferido de Cabul para Surobi e a ter o seu comandante alterado. 
Em 8 de outubro de 1979, Hafizullah Amin mandou assassinar Nur Muhammad Taraki após ser informado de uma conspiração de assassinato que seria perpetrada pela "Gangue dos Quatro" e mais tarde assumiu o poder, tornando-se o novo presidente da República Democrática do Afeganistão.    Poucos dias depois, em 15 de outubro de 1979, o 444º Batalhão de Comandos recebeu ordens de reprimir outra rebelião lançada pelos amotinados do Exército Afegão da 7ª Divisão em Rishkhor, localizado na periferia sudoeste de Cabul. Em 27 de dezembro de 1979, alarmada com as implicações e consequências do mandato de Hafizullah Amin, a União Soviética lançou a Operação Tempestade-333 e atacou o Palácio Tajbeg, conduzida pela KGB, GRU e pelas Forças Aerotransportadas Soviéticas. A operação foi bem-sucedida, levando ao assassinato de Hafizullah Amin e à instalação do líder parchamita Babrak Karmal. Este seria o catalisador e o preliminar para a Guerra Soviético-Afegã.  

Como parte da Baikal-79, uma operação maior que visava tomar 20 redutos importantes em Cabul e arredores, a 105ª Divisão Aerotransportada Soviética tomou a cidade e desarmou unidades do Exército Afegão sem enfrentar oposição.  Em 1º de janeiro de 1980, paraquedistas soviéticos ordenaram que o 26º Regimento Aerotransportado em Bala Hissar se desarmasse, mas eles se recusaram e atiraram contra os soviéticos, iniciando um tiroteio. Os paraquedistas soviéticos aniquilaram a maior parte do regimento, com 700 paraquedistas afegãos sendo mortos ou capturados. Após a batalha, o 26º Regimento Aerotransportado foi dissolvido e posteriormente reorganizado na 37ª Brigada de Comandos, liderada pelo Coronel Shahnawaz Tanai, sendo a maior formação de comandos com uma força de três batalhões.   Como resultado da batalha com o 26º Regimento Aerotransportado, o 357º Regimento Aerotransportado de Guardas soviético ficou permanentemente estacionado na fortaleza de Bala Hissar, o que significa que esta nova brigada ficou estacionada como Guarnição de Rishkhor. No mesmo ano, a 81ª Brigada de Artilharia recebeu treinamento aerotransportado e foi convertida na 38ª Brigada de Comandos, estacionada na guarnição de Mahtab Qala (lit. Fortaleza ao Luar), a sudoeste de Cabul, sob o comando do Brigadeiro Tawab Khan.   Das memórias de Khatool Mohammadzai, uma das poucas paraquedistas do Exército Afegão, os recrutas dos comandos afegãos tiveram que completar uma marcha de 150km de Cabul a Jalalabad, província de Nangarhar, em dois dias. O treinamento foi extenuante, o que fez com que seus pés sangrassem e ela tivesse que usar pedras como travesseiros durante a marcha. Mohammadzai afirma ainda que nunca foi alvo de discriminação oficial como paraquedista. 

### Batalhões Spetsnaz separados afegãos
Em 1980, também havia planos para a criação de três batalhões de forças especiais em cada corpo do exército, sendo oficialmente desdobrados em 1981 como:
- 203º Batalhão de Propósitos Especiais (1º Corpo Central, Cabul) [10]
- 212º Batalhão de Propósitos Especiais (3º Corpo de Exército, Gardez) [10]
- 230º Batalhão de Propósitos Especiais (2º Corpo de Exército, Kandahar) [10]

Os três batalhões tinham vários nomes, sendo chamados de "Spetsnaz Separados" e "Reconhecimento Especial" nas obras de Mark Urban e Ali Ahmad Jalali. Eles eram comumente chamados de "SpN", sendo uma abreviatura de Spetsnaz e significando "[Batalhão de] Propósito Especial" (em russo:  Специального назначения, transl. Spetsial'nogo Naznacheniya)   bem como batalhões de reconhecimento.    Eles se reportavam diretamente à Diretoria de Inteligência do Estado-Maior Geral das Forças Armadas Afegãs, também conhecida como KHAD-e-Nezami. A 203ª SpN participou notavelmente nas ofensivas de Marmoul e nas Batalhas de Zhawar, enquanto a 212ª SpN participou da Operação Magistral.   De acordo com os conselheiros soviéticos dos batalhões Spetsnaz do KhAD-e-Nezami, as Forças Armadas do Paquistão não queriam capturar os operacionais do SpN vivos, o que atesta a sua eficácia.   A 11ª Divisão do Exército Afegão em Jalalabad também tinha o 211º Batalhão Spetsnaz Separado sob seu comando. 
Formações adicionais incluíam os 625º, 626º, 627º, 628º, 629º Batalhões Operacionais, o 477º Batalhão de Comandos em Gardez,  o 886º Batalhão de Comandos em Herat e o 665º Batalhão de Comandos no Aeroporto Internacional de Kandahar. 
No mesmo ano, a 37ª Brigada de Comandos e o 666º Regimento de Comandos foram levados para a batalha em Kandahar. De acordo com relatórios do 40º Exército soviético em 1980, o 344º Batalhão de Comandos do Exército Afegão participou da Operação "Ataque" (em russo:  удар, transl. Udar) com o 350º Batalhão de Paraquedistas Separados de Guardas Soviéticos da 103ª Divisão Aerotransportada de Guardas, embora nenhum batalhão afegão com tal designação tenha sido encontrado. É provável que os relatórios se referissem à 38ª Brigada de Comandos. 
Em setembro de 1982, as brigadas de comandos travaram uma intensa ação em Panjshir contra os combatentes Mujahideen do Jamiat-e Islami. O Major Sher Agha, parte da 37ª Brigada de Comandos, também participou das ofensivas do Panjshir antes de desertar para a Frente Nacional Islâmica do Afeganistão, sendo a facção mais secular e nacionalista dos mujahideen.   No mesmo ano, a 38ª Brigada de Comandos se envolveu em uma operação de propaganda onde membros do Parcham foram levados à província para trazê-la de volta à "normalidade" depois que as forças da RDA e soviéticas tomaram todo o Vale do Panjshir pela primeira vez desde 1978 na Operação Panjshir 2. Em 16 de junho, a brigada acolheu adicionalmente 820 habitantes que foram expulsos pelos combates, os quais também foram propagandeados.  Em 1983, as brigadas de comandos estavam entre as unidades de combate mais confiáveis à disposição do Exército Afegão, participando de ações constantes, mas sofrendo pesadas baixas.   Já em 1980, a província de Khost foi controlada pelos mujahideen, o que levou a 38ª Brigada de Comandos a lançar um ataque, apenas para sofrer inúmeras baixas e perder um batalhão.   Apesar das alegações do Jamiat-e Islami de ter eliminado a 8ª Divisão e o 38º de Comandos em 1982, eles retornaram ao Panjshir em agosto, apenas 6 a 8 semanas depois. Em agosto de 1983, a 37º de Comandos lançou uma operação de assalto aeromóvel bem-sucedida em Khost, lutando também na província de Paktia. Após seus sucessos, eles foram transportados de avião para Cabul em outubro. Em abril de 1984, uma força-tarefa soviética-afegã, incluindo a 37ª Brigada de Comandos, lançou a Operação Panjshir 7. Esta força-tarefa deslocou-se para Panjshir e conseguiu limpar várias partes do vale dos combatentes do Jamiat-e Islami pela primeira vez desde 1979. Em agosto, a 38ª Brigada de Comandos recebeu ordens de quebrar um cerco em Ali Khel, em Paktia, e o 444º Batalhão de Comandos estava conduzindo operações no Vale de Kunar .  Em maio de 1984, o 444º Batalhão de Comando também operou no Panjshir sob a 2ª Divisão, ao lado de duas brigadas do exército que anteriormente faziam parte das 20ª e 8ª Divisões.  No mesmo ano, um comando afegão apareceu na primeira fotografia conhecida publicada pelos soviéticos de um fuzil M16 no Afeganistão. 
Em 1985, uma mudança soviética em direção a táticas de pequenas unidades levou a um aumento nas operações dos comandos afegãos. Isso fez com que o 444º Batalhão de Comandos sofresse uma taxa de baixas de 80% durante a realização de ofensivas de primavera no Panjshir. No mesmo ano, uma força-tarefa soviética-afegã rompeu com sucesso um cerco em Barikot, no Vale de Kunar, e fechou a fronteira afegã-paquistanesa, embora isso tenha resultado na morte de 73 comandos e na captura de 30. Embora nem todas as operações tenham levado ao sucesso, a 38ª Brigada de Comandos foi forçada a recuar de Peshgur, no Panjshir. A 37ª Brigada de Comandos foi enviada para reforçar Khost em julho, salvando mais tarde uma guarnição isolada do Exército Afegão e um dos batalhões blindados da brigada de comandos em Kandahar. E no mesmo ano, em 1985, os comandos afegãos receberam camuflagem búlgara e um distintivo de comando (usado na boina) que representava um raio vermelho sobre um paraquedas branco atrás de um fundo azul-celeste.   Durante esse período, um retrato de família sugere que os comandos também usavam boinas verde-claras junto com o distintivo, embora apenas uma única imagem retrate isso. Os comandos também tinham sua própria bandeira, de cor azul-celeste e com a iconografia de um paraquedas. 

### Primeira e Segunda Batalhas de Zhawar
Em setembro de 1985, a 12ª Divisão de Infantaria e elementos das 37ª e 38ª Brigadas de Comandos deslocaram-se de Gardez para Khost para capturar Zhawar, uma base de transferência logística mujahideen em Paktia construída com escavadeiras e explosivos.  Rahmatullah Safi, o antigo comandante do 444º Batalhão de Comandos do Reino do Afeganistão, participou desta batalha ao lado dos mujahideen.  A força de ataque foi combinada com a 25ª Divisão de Infantaria, já estacionada em Khost, com Shahnawaz Tanai comandando essa força conjunta, vindo da cidade vizinha de Tani e contando com apoio popular na área. A força RDA lançou um ataque a Bori, apoiada por fogo de artilharia e ataques aéreos da Força Aérea Afegã. A força mujahideen em Zhawar estava despreparada, pois a maioria dos seus principais comandantes, incluindo Jalaluddin Haqqani, estavam em Meca realizando a peregrinação islâmica do Hajj.  A força conjunta conseguiu capturar Bori com sucesso, avançando para Zhawar. Os mujahideen, no entanto, lideraram um contra-ataque bem-sucedido e bloquearam a crista na encosta leste das montanhas Moghulgai. Durante os combates, a força RDA perdeu dois transportes blindados e quatro caminhões, retirando-se e retornando a Khost para possivelmente realizar reconhecimento. Os nômades de Kochi e os mujahideen Gorbez da tribo pashtun Safi também recapturaram Bori. A força-tarefa da RDA, juntamente com as duas brigadas de comandos, capturou a cidade de Lezhi e conseguiu matar o comandante Mawlawi Ahmad Gul. Os mujahideen em Lezhi recuaram para o sul enquanto uma unidade de 20 homens bloqueava a passagem de Manay Kandow. As forças da RDA passaram 10 dias tentando romper as defesas, sem sucesso, apesar do uso de ataques aéreos e barragens de artilharia. As forças da RDA então convocaram ataques aéreos tanto da Força Aérea Afegã quanto da Força Aérea Soviética, levando os mujahideen a recuar em 14 de setembro de 1985. A força conjunta estabeleceu postos de observação e então assumiu o controle de Tor Kamar, tornando-se descuidada ao presumir que os mujahideen não tinham nenhum armamento pesado. Dois comandantes de tanques desertores então dispararam contra um posto de observação de artilharia, fazendo os soldados voarem, usando um T-55. Os tanquistas então dispararam contra outros soldados da RDA, incluindo as 37ª e 38ª Brigadas de Comandos, enquanto eles se retiravam. Após 42 dias de combates, Shahnawaz Tanai rompeu o contato e planejou retirar sua força de ataque conjunta à noite. A Primeira Batalha de Zhawar concluiu com uma vitória dos mujahideen.  
Um ano depois, em 1986, o Ministério da Defesa afegão decidiu destruir Zhawar. As 7ª, 8ª, 14ª e 25ª Divisões de Infantaria, a 38ª Brigada de Comandos e o 666º Regimento de Comandos de "Assalto Aéreo" foram comprometidos com a operação e a Segunda Batalha de Zhawar começou.  O General Nabi Azimi era o comandante geral do grupo de forças afegãs, enquanto o Major-General Mohammed Asif Delawar foi nomeado líder das forças terrestres afegãs. O Brigadeiro Abdul Gafur, um comando do 37º Batalhão de Comandos da minoria baluchi, recebeu o controle da operação do Estado-Maior de Shahnawaz Tanai.  A 38ª Brigada de Comandos foi contratada para conduzir um ataque aéreo na montanha Dawri Gar, que se eleva 3.600 metros acima do nível do mar. Em 28 de fevereiro de 1986, as forças do governo afegão se deslocaram de Gardez em direção a Zhawar, sendo auxiliadas pela Força Aérea Soviética e pelo 191º Regimento de Fuzileiros Motorizados Separado soviético. Quando as forças afegãs se mudaram para Matwarkh, eles pararam de se mover e permaneceram na região por um mês. Os mujahideen usaram isso a seu favor e começaram a bombardeá-los, com as forças afegãs sofrendo baixas, mas ainda assim não avançando. A 25ª Divisão de Infantaria saiu de Khost, enfrentou os mujahideen e mais tarde saqueou três aldeias e destruiu-as, movendo-se mais tarde para proteger a passagem de Naray para que as forças da RDA pudessem avançar.  Em 2 de abril de 1986, seis helicópteros Mi-8 voaram do Campo de Aviação de Khost para inserir um grupo de assalto da 38ª Brigada de Comandos, apenas para encontrar forte resistência quando começaram seu ataque terrestre. O comandante do grupo de assalto aéreo relatou que o tiroteio ocorreu longe de sua localização, já que uma brigada de artilharia da RDA disparou tiros de iluminação às 3h00 e perguntou aos comandos se eles podiam ver o tiro, ao que eles responderam que estava a 10 quilômetros de distância. Os comandos então perceberam que haviam pousado 5 quilômetros dentro do Paquistão, quando o comandante do grupo de assalto aéreo disse calmamente ao posto de comando: "Entendo. Vamos nos retirar". Uma hora depois, ele relatou que eles estavam cercados e travando um combate.  Mawlawi Nezamuddin Haqqani viu grandes grupos de helicópteros voando na mesma direção, escoltados por caças a jato, e decidiu então contatar Jalaluddin Haqqani pelo rádio, que partiu para Zhawar imediatamente. Agentes de inteligência mujahideen dentro da RDA não conseguiram descobrir que o restante da 38ª Brigada de Comandos havia desembarcado em sete zonas de pouso ao redor de Zhawar. Após o ataque aéreo, a Força Aérea Soviética bombardeou posições dos mujahideen. Os mujahideen então atacaram as zonas de desembarque do 38º de Comandos, tomando de assalto quatro delas e capturando 530 comandos. O Coronel Qalander Shah, comandante da 38ª Brigada de Comandos, pediu fogo de artilharia sobre a sua própria posição e ordenou que a brigada recuasse, sobrevivendo de alguma forma à barragem.  Um único grupo de comandos afegãos conseguiu resistir aos mujahideen durante três dias antes de ser finalmente derrotado.  O chefe de contra-reconhecimento de uma das brigadas de comandos conseguiu levar 24 comandos para um local seguro, o que levou 8 dias. Para reforçar as forças da RDA, chegaram a 11ª e 18ª Divisões de Infantaria, a 21ª Brigada de Infantaria Mecanizada, o 203º Batalhão de Propósitos Especiais e a 37ª Brigada de Comandos, juntamente com 5 batalhões soviéticos. O Brigadeiro Abdul Gafur afirmou que usou táticas de "martelo e pau" — empurrando os mujahideen contra as montanhas para impedi-los de recuar e depois eliminá-los. Tanto os comandos soviéticos quanto os afegãos lançariam vários ataques de “martelo e pau” durante a segunda semana de abril. 
Oficiais paquistaneses foram então enviados para Zhawar e tentaram derrubar aeronaves afegãs e soviéticas com mísseis blowpipes inglesas, sem sucesso, pois um oficial paquistanês e seu suboficial ficaram feridos como resultado do bombardeio aéreo.  A operação contou com o envolvimento de 100 agentes do Grupo de Serviços Especiais do Paquistão (SSG) e de voluntários mujahideen árabes. 

Em 17 de abril de 1986, uma força da RDA avançou em direção à montanha Moghulgai, fazendo com que os mujahideen fugissem sem entrar em conflito. Logo se espalharam notícias de que Jalaluddin Haqqani foi ferido pelo bombardeio aéreo, e circularam rumores de que Haqqani fora morto.  Como resultado, os mujahideen abandonaram Zhawar e, em 19 de abril de 1986, as forças soviéticas e da República Democrática do Afeganistão entraram na área. O General Nabi Azimi então emitiu ordens para prender o comandante do regimento de helicópteros devido ao pouso malfeito, com outros pilotos alegando que ele estava escondido e que ele explicitamente os mandou pousar onde pousaram. As forças conjuntas RDA-soviéticas começaram a destruir as cavernas de Zhawar, usando sapadores. Eles então plantaram minas sísmicas e minas PFM-1 na área antes de partir, tendo permanecido em Zhawar apenas por cinco horas, e as armadilhas foram acionadas um dia depois pelos mujahideen que retornaram a Zhawar.  
A Segunda Batalha de Zhawar foi considerada uma vitória RDA-soviética, já que a Rádio Cabul afirmou que eles destruíram 252 fortificações independentes dos mujahideen, neutralizaram 6.000 minas antitanque e 12.000 minas antipessoal e apreenderam centenas de foguetes e lança-foguetes, milhares de foguetes de 107mm e milhões de cartuchos de munição para tanques e metralhadoras. Eles também alegaram que 2.000 mujahideen morreram e 1.000 ficaram feridos, embora Mark Urban afirme que esse número é exagerado e é mais provável que 1.000 mujahideen tenham morrido. Uma fonte mujahideen admite que 250 combatentes morreram somente nas cavernas. Urban afirmou ainda que a operação "provou que o Exército Afegão poderia lutar se bem organizado e bem apoiado contra mujahideen fortemente armados perto de sua fonte de suprimentos", embora tenham sofrido 600 baixas. A 37ª Brigada de Comandos conseguiu entrar nas cavernas de Zhawar pela primeira vez em anos da Guerra Soviético-Afegã, tomando posições lá dentro. O Brigadeiro Abdul Gafar, o "arquiteto da vitória", foi levado de volta para Cabul e comemorou, tendo forçado com sucesso os mujahideen a lutarem em termos desiguais e penetrado no complexo de cavernas. Apenas 200–300 homens desertaram da força de Gafur, apesar da sua proximidade com a fronteira com o Paquistão.  Os mujahideen conseguiram destruir 24 helicópteros e dois jatos, além de capturar 530 membros da 38ª Brigada de Comandos. Jalaluddin Haqqani julgou e executou o Coronel Qalandar Shah junto com outros 78 oficiais que foram forçados a "confessar seus crimes" em diferentes operações e depois executados. No entanto, os soldados regulares receberam anistia, uma vez que eram recrutas, e foram obrigados a cumprir dois anos de trabalho se quisessem ser totalmente anistiados.   Após sofrerem pesadas baixas, as brigadas de comandos foram convertidas em batalhões.  
Durante a celebração do Dia da Independência do Afeganistão em 19 de agosto de 1986, após celebrar a vitória RDA-soviética na Segunda Batalha de Zhawar alguns meses antes, o Ministro da Defesa, o Tenente-General Nazar Mohammed deu o apelido de "herói" ao 37º Batalhão de Comandos por entrar nas cavernas de Zhawar,  premiando-os com a medalha "Herói da República Democrática do Afeganistão", junto com o 322º Regimento de Aviação de Caça e a 2ª Brigada de Fronteira. Dos quatro primeiros afegãos que receberam esta medalha, dois deles eram comandos: o Tenente-Coronel Faiz Mohammed (postumamente) e o Tenente Juma Khan do 37º Batalhão de Comandos "Herói". 
Ex-sargento, o Tenente Juma Khan recebeu sua patente de primeiro oficial por inúmeras distinções de combate, semelhante a muitos outros comandantes de pelotão ou companhia afegãos que não só careciam de treinamento especializado, mas também de educação de nível secundário. No entanto, o número de oficiais que conseguiram concluir um breve curso de formação aumentou e 10 a 15 licenciados da universidade militar juntaram-se anualmente às forças de comandos. 

### “Tropas de Comandos de Assalto Aerotransportado” Afegãs
As Brigadas de Comandos, por outro lado, eram consideradas confiáveis e eram usadas como forças de ataque móveis até sofrerem muitas baixas. Os insurgentes emboscaram e infligiram pesadas baixas à 37ª Brigada de Comandos durante a Segunda Batalha de Zhawar, na província de Paktika, em abril de 1986.  Após sofrerem pesadas baixas, as brigadas de comandos foram transformadas em batalhões.  Segundo a revista francesa RAIDS, cada brigada era teoricamente composta por 2.000 homens organizados em três batalhões de combate de aproximadamente 550 comandos cada, com unidades de apoio. Os comandos não possuíam quase nenhum equipamento pesado, apenas morteiros de 82mm e metralhadoras de 14,5mm, exceto em Cabul, onde tinham veículos blindados de transporte de pessoal BTR-60 e BTR-70. Embora oficialmente as unidades de comandos fossem alistadas como voluntários, na realidade, 90% do pessoal foi escolhido no Exército Afegão. A liderança era composta por oficiais que receberam treinamento na URSS, tanto em academias militares quanto na escola aerotransportada em Ryazan. 
No mesmo ano, as Forças Comandos Afegãs passaram por outra reforma significativa, quando o 444º Batalhão de Comandos foi reorganizado em uma brigada, composta por seis batalhões. Desde 1983, o 444º de Comandos estava estacionado em Panjshir, sendo a única formação de comando divisional, parte da 2ª Divisão de Infantaria. As formações de comandos e especiais restantes, como os 37º, 38º e 466º Batalhões de Comandos, o 666º Regimento de Comandos de "Assalto Aéreo" e os 203º, 212º e 230º batalhões SpN tornaram-se parte de uma nova "Tropa de Comandos de Assalto Aerotransportado Afegã". Esta nova formação combinada deveria ser totalmente equipada com armamentos, para os quais o Ministério do Interior e Segurança do Estado (WAD) foi obrigado a alocar centenas de seus efetivos. Os 84º e 85º Batalhões de Comandos foram formados adicionalmente em 1987 para fazer parte da força de assalto aerotransportada, com planos para quatro batalhões separados também se juntarem a esta nova força.  Embora a força de assalto aerotransportada tenha sido estabelecida, os planos para a formação de quatro batalhões adicionais foram abandonados. Uma força conjunta soviético-afegã conduziu adicionalmente a Operação Magistral em 1987, reforçada pelo 40º Exército soviético e pela 103ª Brigada Aerotransportada de Guardas, comandada por Boris Gromov, e pelo Batalhão de Propósito Especial afegão em Gardez, 8ª, 11ª, 12ª, 14ª e 25ª Divisões de Infantaria e a 15ª Brigada de Tanques, comandada por Shahnawaz Tanai.   Em 1º de dezembro de 1987, um batalhão de comandos afegão e um batalhão aerotransportado soviético capturaram a passagem de Sata-Kandow, que ficava 30km a leste de Gardez, levando os mujahideen a recuar e deixar seus armamentos para trás.
Anualmente, os comandos perdiam cerca de 10% de seu efetivo devido ao grande número de operações de combate que tinham que realizar, sendo que dois terços dessa porcentagem também eram desertores ou comandos capturados. Apesar disso, eles eram a força mais formidável e pronta para o combate à disposição da República Democrática do Afeganistão. Em 1988, o 37º Batalhão de Comandos e os três batalhões SpN tiveram apenas uma semana de intervalo entre as operações de combate. No entanto, os recrutas das Forças Comandos Afegãs ainda demonstravam ânsia de se alistarem, querendo receber asas de salto e uma boina bordô.  Os comandos afegãos aprenderam a arte marcial soviética ARB e alguns poucos paraquedistas da 37ª Brigada de Comandos aprenderam a usar Nunchaku com as Forças Aerotransportadas Soviéticas.  No mesmo ano, as "Tropas de Comandos de Assalto Aerotransportado" foram dissolvidas devido à retirada soviética do Afeganistão e à escassez de forças para defender cidades como Jalalabad, Khost, Kandahar, Herat e muitas outras. Todos os batalhões e regimentos de comandos foram colocados sob o controle dos comandantes dos três corpos de exército. Apesar disso, os comandos afegãos ainda usavam suas asas de salto e suas insígnias de formação de comandos em seu ombro direito, que mais tarde foram transferidas para a República Islâmica do Afeganistão.  

Em 1988, a Guarda Nacional Afegã ('Gard-e-Mili', anteriormente referida como Guarda Especial Afegã 'Gard-e-Khas' e Corpo de Guardas) foi formada, com os 37º e 38º Batalhões de Comandos sendo designados para ela.  No entanto, de acordo com Conboy, ambos os batalhões mantiveram a sua independência e não se tornaram parte da Guarda Nacional Afegã, sendo transferidos para a fortaleza de Bala Hissar .  O 37º e o 38º de Comandos foram posteriormente reconvertidos em brigadas e permaneceram em capacidade de reserva, garantindo que pudessem ser rapidamente mobilizados para lidar com qualquer situação e em 1989, durante a Batalha de Jalalabad, os 37º e 38º Batalhões de Comandos estiveram presentes durante a defesa da cidade contra as forças mujahideen apoiadas pelo ISI .    
Em 1990, o Ministro da Defesa Shahnawaz Tanai usou um único batalhão da 37ª Brigada de Comandos, com os outros dois batalhões sendo enviados para Jalalabad durante a tentativa de golpe afegão de 1990.    A tentativa de golpe falhou, sendo frustrada pela Guarda Nacional Afegã liderada pelo General Khushal Peroz, estudantes universitários militares, a 10ª Divisão do Exército Afegão, o 717º Regimento Disciplinar Civil, a 8ª Brigada de Gendarmaria do Sarandoy e as 1ª e 5ª Diretorias do WAD.  Em 1991, o 666º Regimento de Comandos de "Assalto Aéreo" foi dizimado pelos mujahideen durante o Cerco de Khost e, em abril de 1992, o governo afegão entrou em colapso. Não há informações disponíveis sobre o que aconteceu com outros comandos e formações especiais, no entanto, eles não foram listados entre as formações sob o controle dos mujahideen na primavera de 1992. Segundo rumores, Shahnawaz Tanai conseguiu recrutar oficiais comandos para as fileiras do Talibã, onde lutaram contra os mujahideen de 1994 a 1996. 

## Brevês paraquedistas

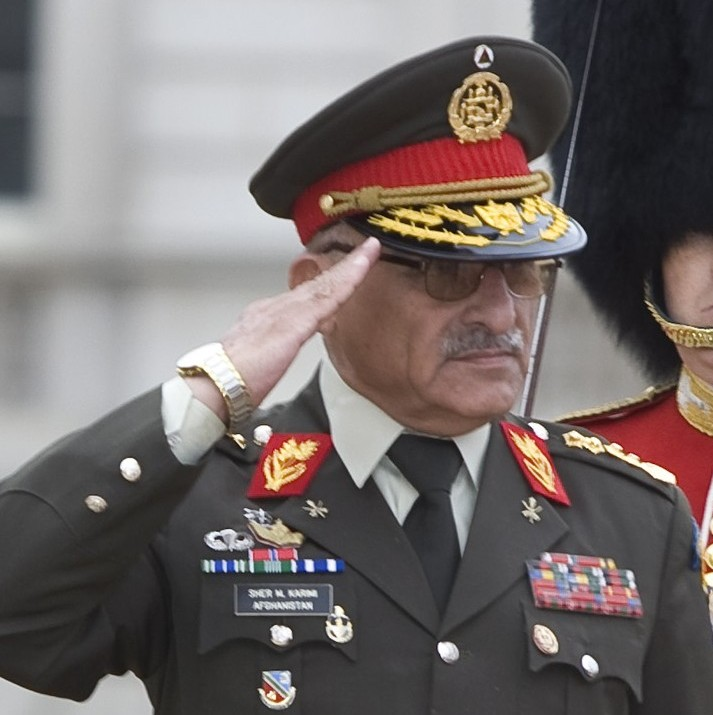
Sher Mohammad Karimi usando suas asas de salto em 2011.

### Brevês paraquedistas dos batalhões de comandos afegãos
As forças comandos afegãs tinham quatro classes de brevês paraquedistas usados no peito, geralmente com um feltro vermelho, azul ou preto atrás do distintivo, embora às vezes fosse usado sem nenhum feltro.    Das quatro classes, três delas possuem estrelas que indicam a experiência do paraquedista que as veste em seu uniforme, como:
- Brevê de primeira classe (três estrelas, equivalente a Mestre-de-Salto) [8] [61] [62]
- Brevê de segunda classe (duas estrelas, concedidas por várias dezenas de saltos em uma situação de combate) [61] [62]
- Brevê de terceira classe (uma estrela, concedida por saltos em uma situação de combate) [62]
- Brevê de quarta classe (sem estrela, dado a novos recrutas paraquedistas) [63]

O conceito dos brevês paraquedistas permaneceu inalterado desde sua criação sob a monarquia afegã, embora tenha havido diversas variantes desses brevês que são designados por "série" ou por "tipo". Existem três séries desses brevês paraquedista, como:
- Tipo 1
  - O primeiro desenho do brevê paraquedista afegão sob o Reino do Afeganistão, sendo de qualidade muito baixa. [64] [65]
- Tipo 2
  - O segundo desenho do brevê paraquedista afegão, sendo um tamanho menor com uma construção de metal leve e uma cor "dourada", embora haja uma variante cinza prateada. As asas são retas, parecendo voar para cima bruscamente. [66] [67]
- Tipo 3
  - O terceiro desenho do brevê paraquedista afegão tem asas arredondadas e curvas em cada lado e sendo prateado. [68]

Antigos paraquedistas ainda podiam ser vistos usando seus brevês paraquedistas sob a República Islâmica do Afeganistão, como Khatool Mohammadzai, Sher Mohammad Karimi e Abdul Rashid Dostum, que usavam dois brevês paraquedistas.     

## Unidades

### Reino do Afeganistão
- 242º Batalhão de Paraquedistas (distrito de Sherpur, Cabul) [1] [10]
- 444º Batalhão de Comandos (Distrito de Sherpur, Cabul) [1] [2]
- 455º Batalhão de Comandos [1]

### República do Afeganistão
- 242º Batalhão de Paraquedistas (distrito de Sherpur, Cabul) [1] [10]
- 444º Batalhão de Comandos (Distrito de Sherpur, Cabul) [1] [2]
- 455º Batalhão de Comandos [1]
- 466º Batalhão de Comandos (2º Corpo de Exército, Kandahar) [1] [10] [42]
- 666º Batalhão de Comandos (3º Corpo de Exército, Khost) [1]
- 777º Batalhão de Comandos (Paktia) [1]

### República Democrática do Afeganistão
- 26º Regimento Aerotransportado (Forte Bala-e-Hissar) (1978–1979) [1] [15]
- 37ª Brigada de Comandos "Herói" (Cabul, Panjshir em 1983) [1] [39]
- 38ª Brigada de Comandos (Parwan) [39] [1]
- 84º Batalhão de Comandos (formado em 1987) [15]
- 85º Batalhão de Comandos (formado em 1987) [15]
- 200º Batalhão de Reconhecimento
- 201º Batalhão de Comandos
- 344º Batalhão de Comandos (em 1980)
- 444ª Brigada de Comandos (regimento em 1978, brigada em 1988) (estacionada em Panjshir em 1983) [1] [42] [10]
- 466º Batalhão de Comando (regimento em 1978) ( Kandahar ) (não divisional) [10]
- 477º Batalhão de Comandos (regimento em 1978) (ainda existente de acordo com a CIA) [42]
- 665º Batalhão de Comandos (Aeroporto Internacional de Kandahar)
- 666º Regimento de Comandos de "Assalto Aéreo" (Paktia, 1986) [9] [39]
- 866º Batalhão de Comandos (Herat)
- 625º Batalhão Operacional [74]
- 626º Batalhão Operacional [74]
- 627º Batalhão Operacional [74]
- 628º Batalhão Operacional [74]
- 629º Batalhão Operacional [74]